# Vincenzo Vela
Pour les articles homonymes, voir Vela.
Vincenzo Vela (3 mai 1820 Ligornetto, Tessin - 3 octobre 1891 Mendrisio) est un sculpteur suisse-italien, fils d’un petit paysan du Mendrisiotto.

## Biographie
Si Vincenzo Vela est né Suisse à Ligornetto, qui appartient au canton  du Tessin, son histoire est très liée à l’Italie, tant par sa formation, son œuvre que ses engagements politiques. Il est cependant demeuré attaché à son village natal où il a commencé son apprentissage de tailleur de pierres, où il est venu mourir, et où est construit son musée. Lorsqu’il a 14 ans il rejoint son frère aîné Lorenzo à Milan. Il est admis dans l’atelier de marbrier du Dôme ainsi qu'à l’Académie de Brera. Il remporte le prix de l’école de figure pour un bas relief. À 18 ans il entre dans l’atelier de Benedetto Cacciatori. Il voyage à Rome et découvre les Mazzini, Cavour, Garibaldi, qui veulent la libération et l’unification de l’Italie. D'esprit libertaire et démocratique, en 1847, il s’engage comme volontaire dans les troupes du général Guillaume Henri Dufour lors de la guerre du Sonderbund. En 1848, il rejoint les troupes italiennes dans la première guerre d'indépendance contre l'empire autrichien. De 1852 à 1866, il s'établit à Turin où il dirige plusieurs ateliers. Il est également professeur à l'Accademia albertina delle belle arti où il enseigne le vérisme. De retour à Ligornetto en 1867, il construit un musée qui ouvrira ses portes en 1868. Il meurt de la maladie de la pierre.

## Œuvres
L'importance de l’œuvre de cet artiste est souligné par Karine Huguenaud, historienne d'art, qui écrit « Vincenzo Vela s’est écarté assez tôt de l’esthétique néo-classique incarnée par les suiveurs de Canova pour se tourner vers des aspirations véristes. Véritable chef de file de l’école naturaliste, il devint le plus célèbre sculpteur italien de la deuxième moitié du XIXe siècle ».
La sculpture Derniers moments de l’empereur Napoléon Ier à Sainte-Hélène est présentée à l’exposition universelle de Paris de 1867. Il reçoit le prix d’honneur. Cette œuvre est très bien accueillie ainsi qu'en témoigne l'article d'Ernest Cheneau « Le public a été subjugué par l’intérêt du motif, plein d’une si profonde émotion. Il a étudié aussi et avec curiosité les tours de force du praticien qui a eu la patience de sculpter en trompe-l’œil une couverture de laine jetée sur les genoux de l’empereur mourant et les dentelles qui tombent sur sa poitrine et ses mains ».  Cette sculpture est acquise par Napoléon III. Elle a fait l'objet de réductions en bronze en quatre grandeurs différentes par Bardedienne.
La sculpture L’Italie reconnaissante dans laquelle la France porte la couronne impériale et attire à elle l’Italie, est offerte le 1er janvier 1863 à l'impératrice Eugénie. Elle est exposée au salon de 1863 avec cette mention « offerte par les dames de Milan à SM l’Impératrice. ».

Sa sculpture Main, dite de La Castiglione, marbre, est exposée au Musée de la vie romantique.

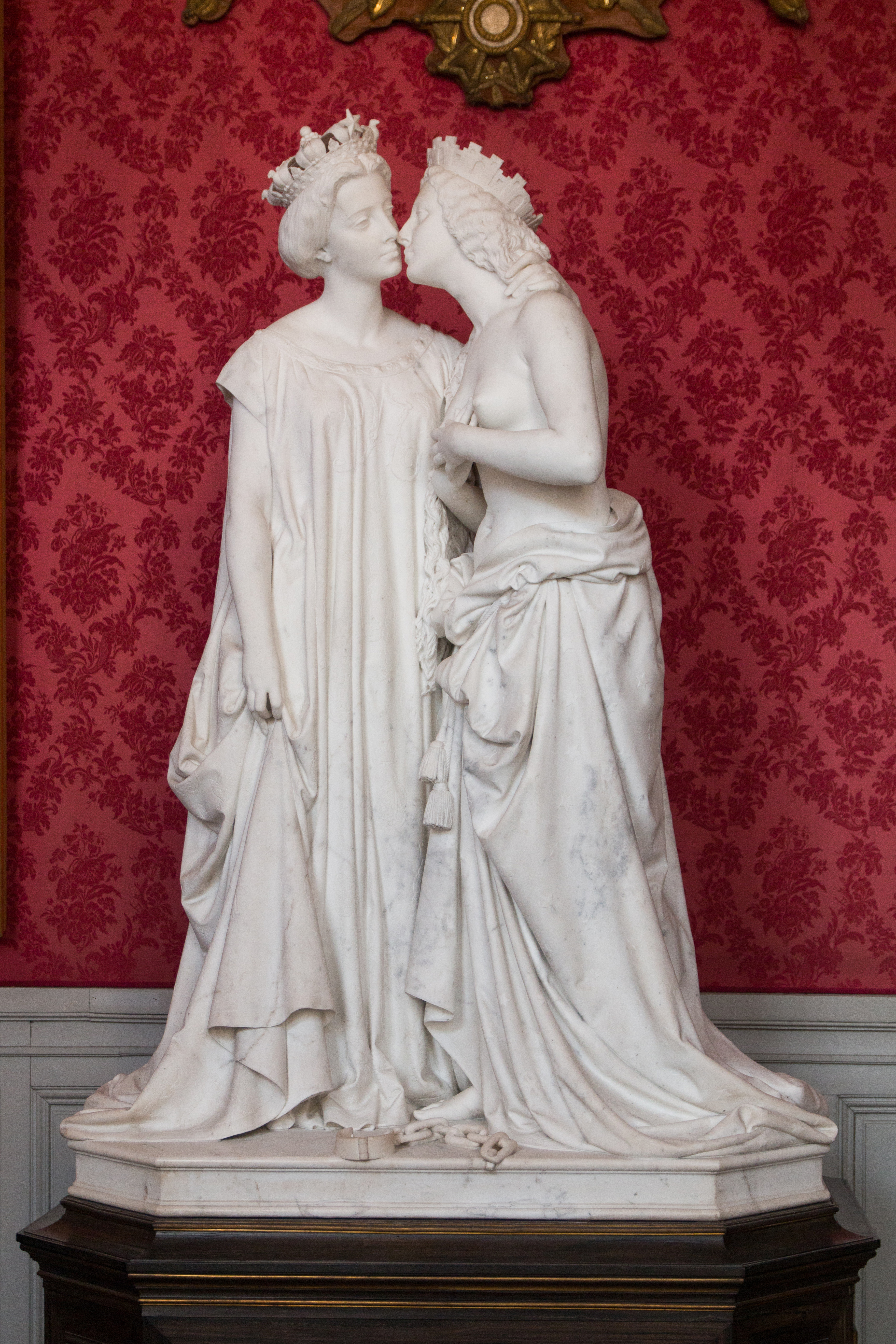
L'Italie reconnaissante  Musée national du château de Compiègne
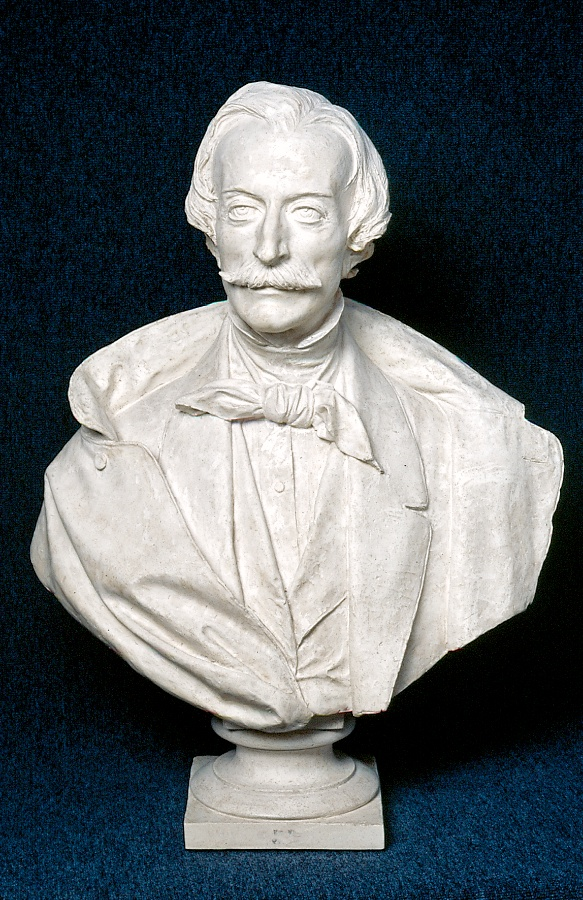
Buste de Massimo D'Azeglio Musée Vincenzo Vela
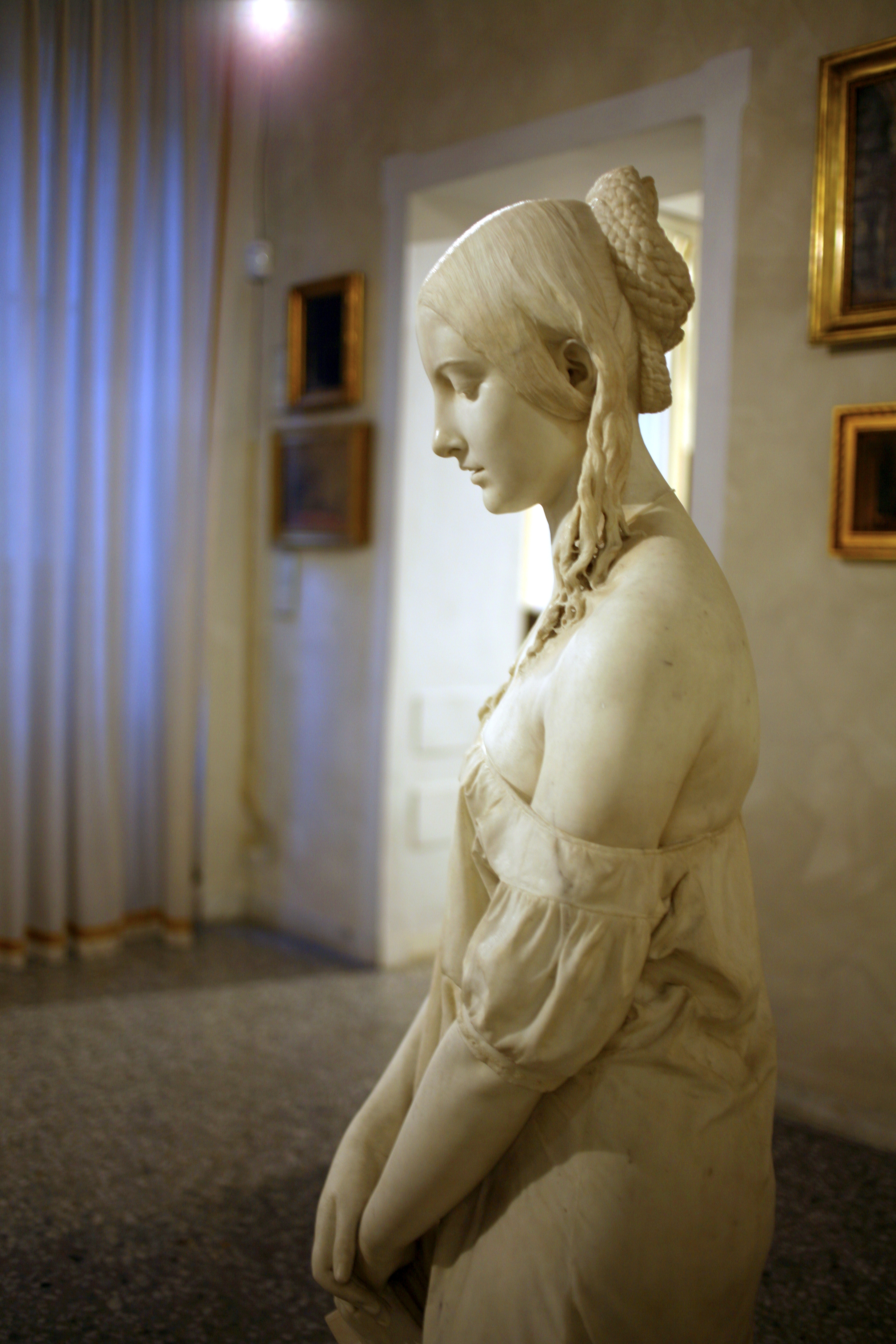
La prière du matin  Palazzo Morando, Milan
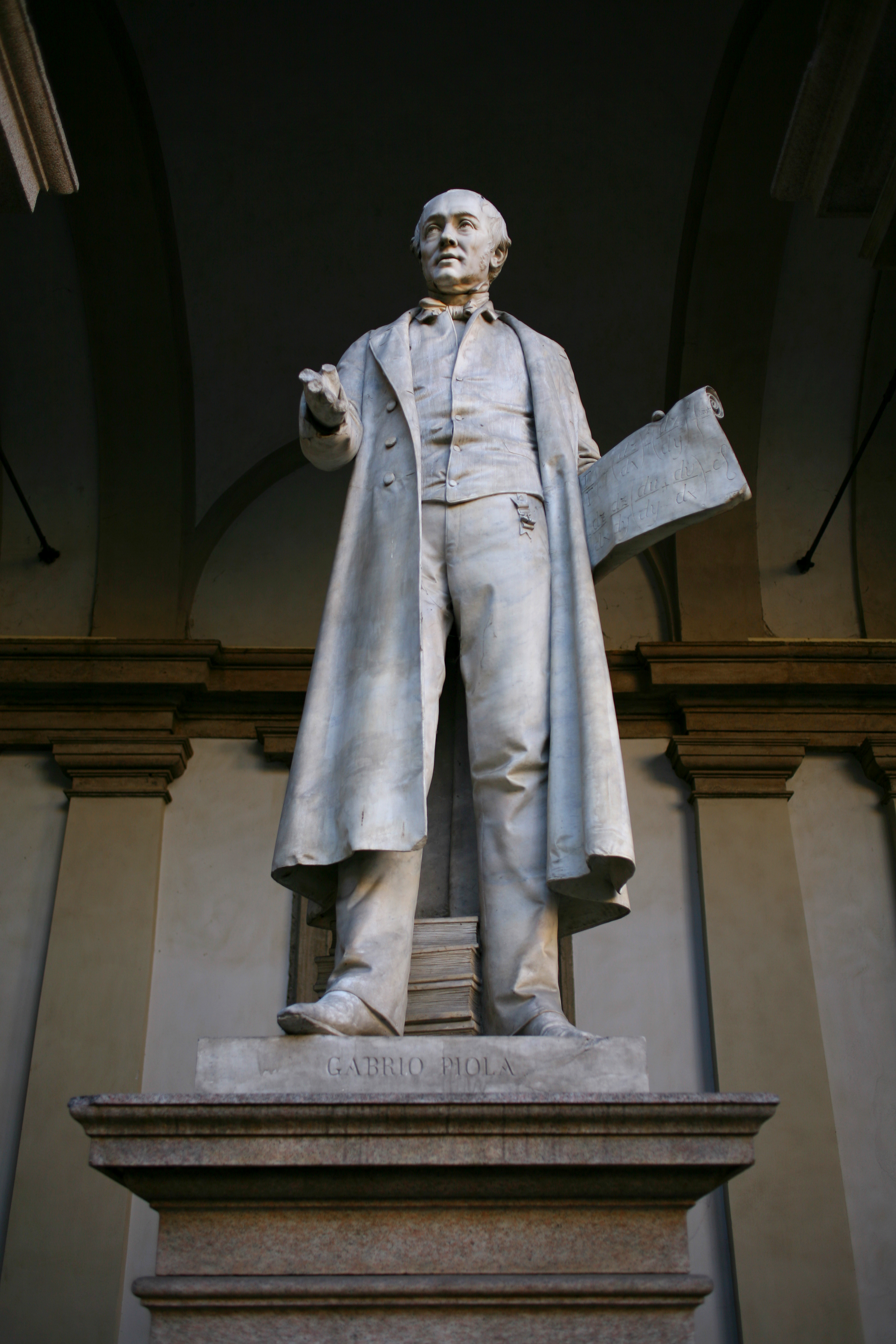
Monument à Gabrio Piola (1857)  Académie de Brera, Milan
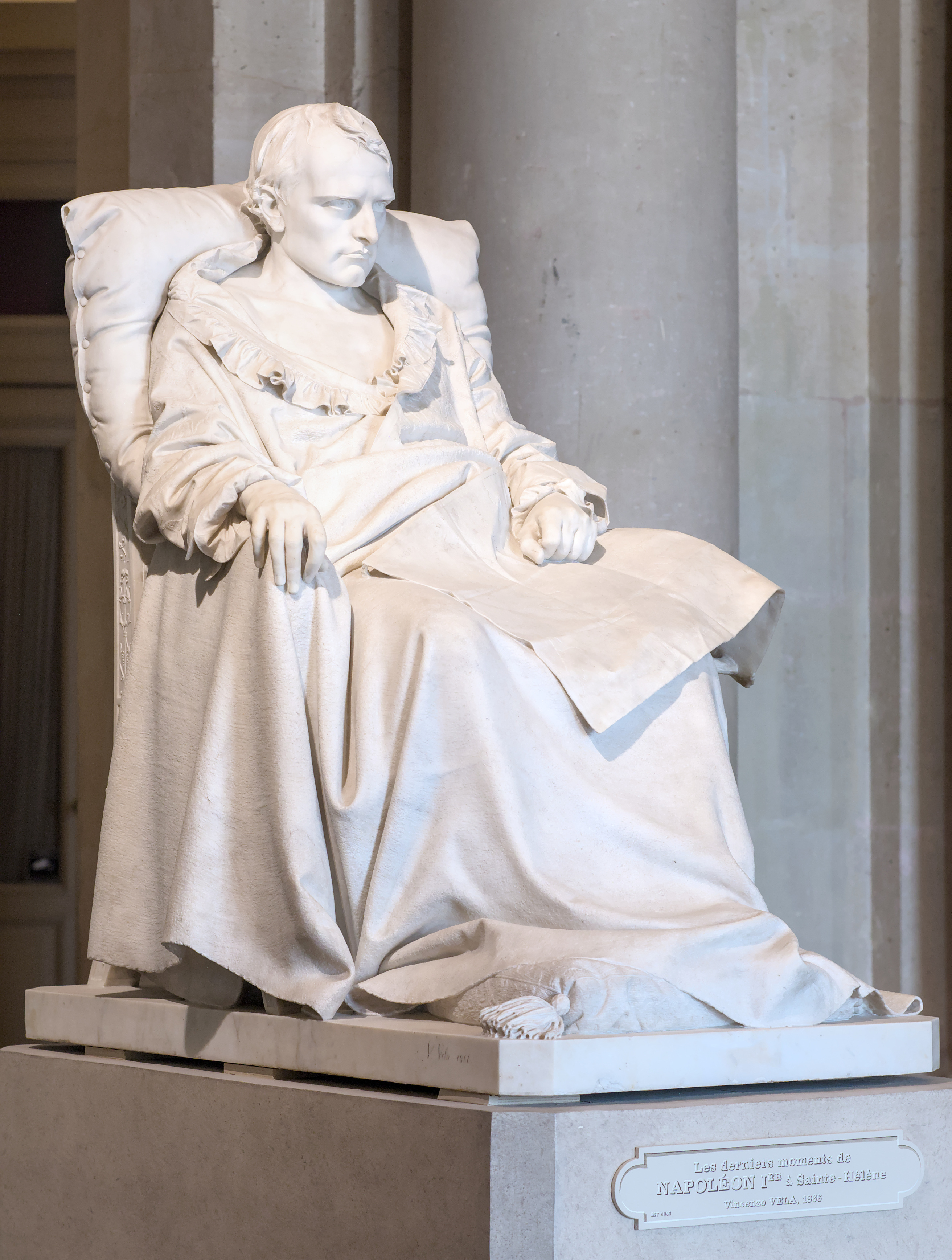
Derniers moments de Napoléon à Sainte-Hélène